# Guédé
Guédé és una petita població del nord del Senegal, a uns 100 km a l'est de Richard Toll i 80 km a l'est de Dagana. Està a uns 15 km al sud del riu Senegal.
El tinent Jacquemart va reconèixer la regió entre Guédé i Bakel el 1879, buscant un lloc per la línia ferroviària entre Saint Louis del Senegal i Médine.